# Hẻm núi ven biển Compton đến vịnh Steephill
Hẻm núi ven biển Compton đến vịnh Steephill là một địa điểm được quan tâm khoa học đặc biệt rộng 629,2 ha, kéo dài từ Hẻm núi ven biển Compton trên bờ biển phía tây nam của đảo Wight dọc theo bờ biển, quanh St. Catherine's Point đến vịnh Steephill, ngay phía tây của Ventnor trên bờ biển phía đông nam của đảo. Đây là khu vực được quan tâm khoa học đặc biệt (SSSI) lớn nhất trên đảo. Địa điểm đã được thông báo vào năm 2003 bởi các đặc điểm sinh học và địa chất.